# فارس سعيد (لاعب كرة قدم)
فارس سعيد عامر لاعب كرة قدم قطري ، ولد في (7 يناير 2003) يلعب في نادي الخور معار من نادي الدحيل.

## مسيرة اللاعب
بدأ في نادي الدحيل وأعير إلى كولتورال ليونيسا ب الإسباني ونادي الخور.